# Австрійська дирекція залізниці (Івано-Франківськ)
Австрійська дирекція залізниці — пам'ятка архітектури, регіональна дирекція австрійської залізниці у місті Станиславів (нині Івано-Франківськ). Нині головний корпус Івано-Франківського національного медичного університету (вулиця Галицька, 2).

## Історична довідка
Наприкінці XIX століття мережа колії в Австро-Угорщині настільки розрослась, що назріла потреба у регіональній дирекції. Міст-претендентів було чотири: Чернівці, Перемишль, Коломия та Станиславів (нині Івано-Франківськ). Станиславів мав найменші шанси через малу кількість населення, але він мав свої переваги, бо був залізничним вузлом, кюди сходились чотири лінії та ще одну будували. Ще він стояв у центрі залізниць, які переходили у відання нової дирекції. Тому наприкінці 1882 року Леон фон Білінський, керівник державних залізниць Австро-Угорщини, обрав Станиславів.

## Проєкт будівлі
Проєкт розробив архітектор технічного відділу залізниць у Відні — Ернест Баудіш. За планом це мала бути велика чотириповерхівка на 70 покоїв і 30 кабінетів споруджена у стилі еклектики, мати 13 вікон по головному фасаду та портики із чотирма колонами. Будівництво розпочали 3 липня 1893 року. Влітку на будові працювало 350 робітників, з яких 100 мулярів. Оздоблення фасадів виконували львів'яни Петро Гарасимович і Станіслав Левандовський, розписи інтер'єрів — Райхель і Пельц, теж зі Львова. Першим директором став Людвик Вежбицький.
У 1914 році для залізниць була збудована нова дирекція, а в стару будівлю перебрався магістрат.
У липні 1944 року будинок дивом пережив бомбардування міста.

У 1945 році тут розмістився головний корпус новоствореного медінституту. Будинок пережив численні зміни: зникли масивні кулі, аттикові балюстради, овальні щити з австрійськими гербами на бічних карнизах, орел головного аттику.